# Listă de scriitori de limbă germană/Y
(Până în prezent nu există nici un nume)